# Львов мост (станция метро)
Львов мост (болг. Лъвов мост  — «Львиный мост») — станция Второй линии Софийского метро.
Открыта 31 августа 2012 года в составе пускового участка Второй линии. В церемонии открытия приняли участие премьер-министр Болгарии Бойко Борисов и президент Еврокомиссии Жозе Мануэл Баррозу.
Станция мелкого заложения, с боковыми платформами. Решена в стиле улицы эпохи Возрождения, на которой установлены старинные светильники. На стенах изображён Львов мост, находящийся над станцией. В торцах станции расположены барельефы львов. Станция решена в жёлтых и коричневых цветах. Стены и пол облицованы керамогранитом. Станция оборудована эскалаторами и лифтами для матерей с детьми и трудноподвижных граждан. Имеет только один вестибюль.
Со стороны перехода открывается вид на станцию. Сам переход, пересекающий речку, построен по очень оригинальному способу: он находится на платформе, расположенной над проходящими поездами в самом тоннеле.